# الکساندر کاوالیه مرسر
الکساندر کاوالیه مرسر (انگلیسی: Cavalié Mercer؛ ۱۷۸۳ – ۱۸۶۸) فرد نظامی اهل پادشاهی متحد بریتانیای کبیر و ایرلند بود.